# Kaprun (hrad)

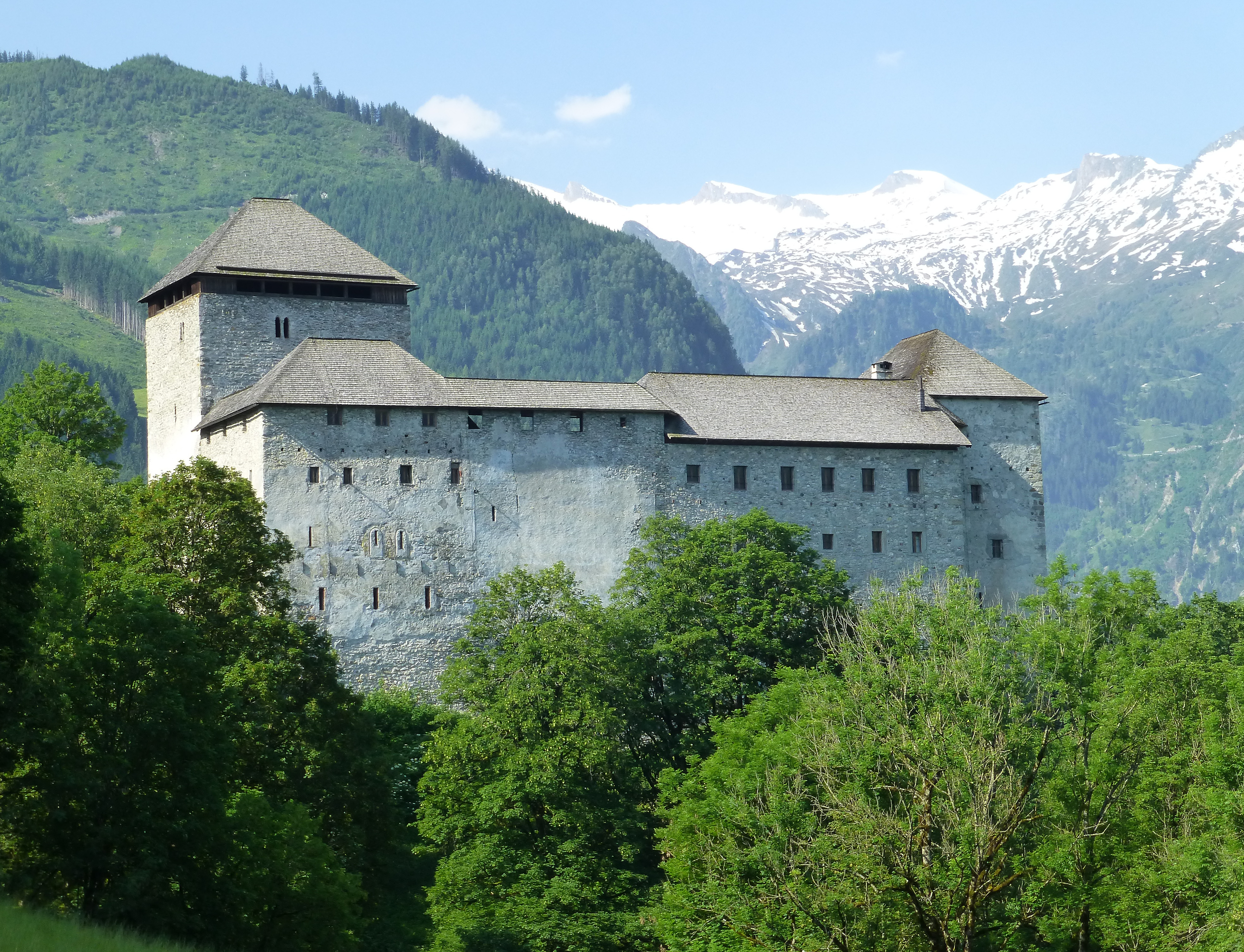
Hrad Kaprun

Hrad Kaprun je středověký hrad vybudovaný na kopci v obci Kaprun v rakouském Salcbursku.

## Popis
Hrad byl původně obehnán příkopem, který byl později částečně změněn na rybník. Půdorys budov má tvar nepravidelného obdélníku. Vedle hradu stojí malý kostel sv. Jakuba, který nahradil hradní kapli ve třetím patře paláce. Kostelní inventář byl poničen během 2. světové války.

## Historie

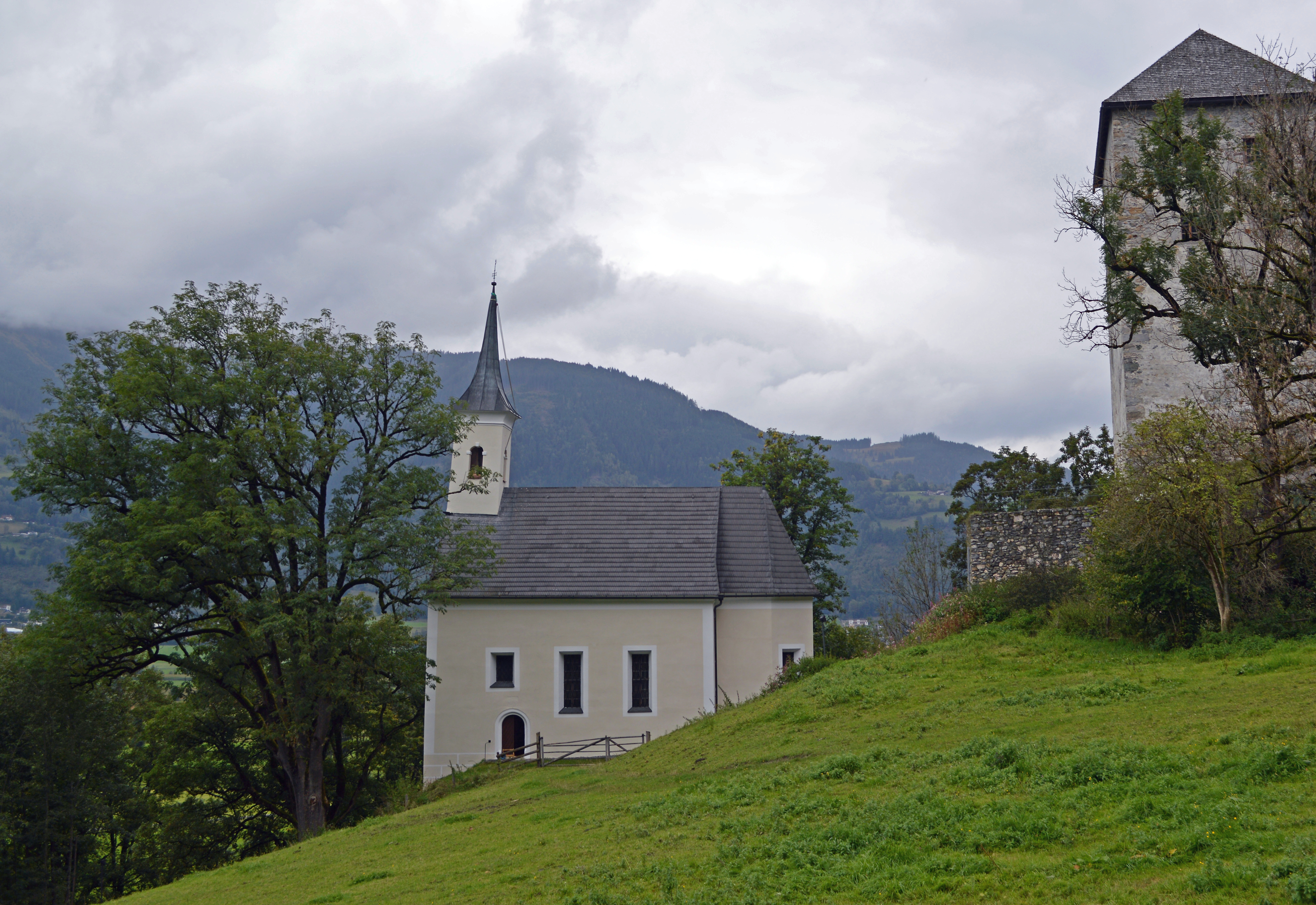
Kostelík sv. Jakuba

První zmínka o jménu Kaprun pochází z 9. února 931 s keltským jménem Chataprunnin (divoká voda) v Codex Odalberti. Stavba hradu Kaprun sahá až do 12. století, roku 1166 byl zmíněn jako majetek pánů z Falkenštejn-Neuburgu v Codex Falkensteinensis. Hrad sám byl zmíněn jako Turm zu Chaprunne poprvé v roce 1280. Roku 1287 se stal majetkem salcburského arcibiskupa Rudolfa von Hoheneck. Roku 1338 se stali majiteli páni z Felbenu. Od 1480 to bylo pak sídlo arcibiskupského soudu. V roce 1526 byl hrad zapálen během selských válek a vyhořel do základů. V letech 1580-1600 ho salcburský poručník Josef Hundt z Ainetpergu vystavěl do současné podoby. Od 17. století se zde vystřídala řada majitelů. V roce 1921 ho prodal Johann II. z Lichtenštejna peruánskému velvyslanci Heinrichu E. Gildemeisterovi. Jeho rodina ale byla vyvlastněna po anšlusu v roce 1938. Po skončení nacistického režimu byl hrad opět v držení členů rodiny Gildemeisterových. Obnova hradu začala roku 1975. V roce 1984 získal budovu hradu Burgverein Kaprun, neziskové sdružení kaprunských podnikatelů. Následovala intenzivní rekonstrukce. Pozemek a příjezdová komunikace jsou stále ve vlastnictví členů rodiny Gildemeisterů.
Dnes se hrad používá především pro kulturní akce a může být také pronajat jednotlivci. Na nádvoří se nachází hlavní tribuna s 450 místy k sezení a kryté jeviště.